# Światowa Społeczność Reformowana
Światowa Społeczność Reformowana – międzynarodowa wspólnota stanowiąca porozumienie reformowanych kościołów protestanckich o charakterze konserwatywnym. Do społeczności należą denominacje różnych nurtów kalwinizmu: ewangelicko-reformowanego, prezbiteriańskiego, kongregacjonalnego, a także anglikańsko-reformowanego i baptystyczno-reformowanego.
Społeczność powstała 24 października 2000 r. w wyniku połączenia dwóch mniejszych wspólnot: Światowej Społeczności Kościołów Reformowanych oraz Międzynarodowej Społeczności Reformowanej.
Powołaniu Światowej Społeczności Reformowanej towarzyszyła wola zjednoczenia kalwinistów z całego świata, którym wspólne są dwie wartości fundamentalne: odwołanie do Biblii – jako jedynego, ostatecznego i nieomylnego autorytetu dla zasad wiary, moralności i praktyki – oraz wierność wobec dziedzictwa teologicznego reformacji, jak zostało ono zachowane w księgach symbolicznych. Społeczność ma być w założeniu biblijna i konfesyjna, a to wyłącznie stanowić ma o wspólnocie i jedności, jaka istnieje między wyznawcami prawdziwej religii w obrębie różnych kościołów, w myśl Konfesji westminsterskiej:

Kościół widzialny, który także jest powszechny – nie ograniczony do jednego narodu – składa się z tych na całym świecie, którzy wyznają religię prawdziwą.

Światowa Społeczność Reformowana jest zdecydowanie bardziej konserwatywna od Światowej Wspólnoty Kościołów Reformowanych, pozostaje natomiast podobna do Międzynarodowej Konferencji Kościołów Reformowanych.

## Doktryna
Kościoły członkowskie zobowiązane są uznać:
- Pismo Święte Starego i Nowego Testamentu jako natchnione Słowo Boże – pozostające nieomylne we wszystkich sprawach, w jakich się wypowiada,
- naukę zawartą w symbolach starochrześcijańskich:
  - apostolskim symbolu wiary (II wiek),
  - wyznaniu nicejsko-konstantynopolitańskim (IV wiek),
  - chalcedońskiej definicji chrystologicznej (IV wiek),
- przynajmniej jedną z poniższych ksiąg symbolicznych reformacji – odczytywaną w jej literalnym, gramatycznym sensie:
  - Konfesję gallikańską (1559),
  - Konfesję belgijską (1566),
  - Katechizm Heidelberski (1563),
  - XXXIX Artykułów Wiary (1563),
  - Konfesję II helwecką (1566),
  - Kanony z Dort (1619),
  - Konfesję westminsterską (1646),
  - Konfesję II londyńską (1689).

## Organizacja
Najwyższą władzą Społeczności jest Synod Generalny Światowej Społeczności Reformowanej, który obraduje przynajmniej raz na cztery lata. Społeczność posiada własną konstytucję przyjętą decyzją II Synodu Generalnego i oczekującą na ratyfikację podczas obrad III Synodu Społeczności, jaki odbędzie się w Szkocji w 2010 r.
W ramach Społeczności działają trzy komisje:
- Komisja teologiczna,
- Komisja ds. edukacji teologicznej,
- Komisja ds. misji i ewangelizacji.

Światowa Społeczność Reformowana podzielona jest na sześć dystryktów: afrykański, azjatycki, australijsko-nowozelandzki, europejski, środkowoamerykański i północnoamerykański.